# Władysław Juszkiewicz (polityk)
Władysław Juszkiewicz (ur. 2 stycznia 1928 w Piątnicy, zm. 22 sierpnia 1998) – polski polityk, poseł na Sejm PRL VII i VIII kadencji.

## Życiorys
Syn Józefa i Stefanii, magister nauk politycznych. 11 listopada 1954 wstąpił do Polskiej Zjednoczonej Partii Robotniczej. Od 1956 do 1957 był sekretarzem organizacyjnym Komitetu Powiatowego partii w Zambrowie. W latach 1957–1960 był słuchaczem Wyższej Szkoły Nauk Społecznych przy KC PZPR. Od 1960 do 1963 pełnił funkcję I sekretarza KP PZPR w Ełku. Następnie przez 9 lat kierował Wydziałem Organizacyjnym Komitetu Wojewódzkiego partii w Białymstoku, którego potem w latach 1972–1975 był sekretarzem, a od 19 maja 1975 do 30 października 1980 I sekretarzem. Jednocześnie od 1975 kierował Prezydium Wojewódzkiej Rady Narodowej w Białymstoku. Od 12 grudnia 1975 do 1980 był zastępcą członka, a w 1980 (od 15 lutego do 28 października) członkiem Komitetu Centralnego PZPR.
W 1976 uzyskał mandat posła na Sejm PRL VII kadencji, reprezentując okręg Białystok. Zasiadał w Komisji Oświaty i Wychowania oraz w Komisji Rolnictwa i Przemysłu Spożywczego. W 1980 ponownie uzyskał mandat posła w tym samym okręgu. W Sejmie VIII kadencji zasiadał w Komisji Oświaty i Wychowania. W 1981 zrzekł się mandatu.
Od 29 grudnia 1980 do 19 stycznia 1983 był konsulem generalnym PRL w Warnie.
Otrzymał Medal 30-lecia Polski Ludowej.
Pochowany na Cmentarzu Miejskim w Białymstoku.